# DUSP11
DUSP11 (англ. Dual specificity phosphatase 11) – білок, який кодується однойменним геном, розташованим у людей на 2-й хромосомі. Довжина поліпептидного ланцюга білка становить 330 амінокислот, а молекулярна маса — 38 939.
| 10         |  | 20         |  | 30         |  | 40         |  | 50         |
| ---------- |  | ---------- |  | ---------- |  | ---------- |  | ---------- |
| MSQWHHPRSG |  | WGRRRDFSGR |  | SSAKKKGGNH |  | IPERWKDYLP |  | VGQRMPGTRF |
| IAFKVPLQKS |  | FEKKLAPEEC |  | FSPLDLFNKI |  | REQNEELGLI |  | IDLTYTQRYY |
| KPEDLPETVP |  | YLKIFTVGHQ |  | VPDDETIFKF |  | KHAVNGFLKE |  | NKDNDKLIGV |
| HCTHGLNRTG |  | YLICRYLIDV |  | EGVRPDDAIE |  | LFNRCRGHCL |  | ERQNYIEDLQ |
| NGPIRKNWNS |  | SVPRSSDFED |  | SAHLMQPVHN |  | KPVKQGPRYN |  | LHQIQGHSAP |
| RHFHTQTQSL |  | QQSVRKFSEN |  | PHVYQRHHLP |  | PPGPPGEDYS |  | HRRYSWNVKP |
| NASRAAQDRR |  | RWYPYNYSRL |  | SYPACWEWTQ |  |            |  |            |

A: Аланін

C: Цистеїн

D: Аспарагінова кислота

E: Глутамінова кислота

F: Фенілаланін

G: Гліцин

H: Гістидин

I: Ізолейцин

K: Лізин

L: Лейцин

M: Метіонін

N: Аспарагін

P: Пролін

Q: Глутамін

R: Аргінін

S: Серин

T: Треонін

V: Валін

W: Триптофан

Кодований геном білок за функцією належить до гідролаз. 
Задіяний у такому біологічному процесі, як альтернативний сплайсинг. 
Білок має сайт для зв'язування з РНК. 
Локалізований у ядрі.